# Kunst- en archeologiemuseum van de universiteit van Madagaskar
Het University of Madagascar's Museum of Art and Archaeology (Frans: Musée d'Art et d'Archéologie à l'Université de Madagascar) is een museum gelegen in Antananarivo, de hoofdstad van Madagaskar, dat wordt geleid door l'Institut de la Civilisation van de Universiteit van Antananarivo. Het werd op 27 januari 1970 opgericht.

## Beschrijving
Het museum heeft als doel bij te dragen aan het kunstonderwijs in Madagaskar, aan de kennis over oude samenlevingen en aan de bewaring van (onderdelen van) het nationale historische erfgoed. Het stelt etnografische voorwerpen ten toon die afkomstig zijn van alle kanten van het eiland. Men kan er ongeveer 7.000 stukken bewonderen. Deze collectie representeert alle Malagassische regio's en stammen. Men kan er onder andere oude muziekinstrumenten, funeraire beeldhouwwerken en artistieke voorwerpen ooit gebruikt door heksen (of tovenaars) vinden.